# Passiflora brachyantha
Passiflora brachyantha je vrsta iz porodice Passifloraceae. Ekvadorski je endem. Prema IUCN-ovom crvenom popisu razvrstana je u skupinu kojoj prijeti izumiranje, stupnja ugroženosti EN - ugrožena vrsta (IUCN 3.1).